# Сіта (селище)
Сіта́ (рос. Сита) — селище у складі району імені Лазо Хабаровського краю, Росія. Адміністративний центр Сітинського сільського поселення.

## Населення
Населення — 1883 особи (2010; 1970 у 2002).
Національний склад (станом на 2002 рік):
- росіяни — 91 %